# Luteolina
La luteolina fa parte dei composti polifenolici ed è un flavone. Si trova in moltissime piante ed è da tempo nota la sua capacità antiossidante.
È un composto cristallino di color bianco sporco, quasi giallo. Il suo nome, infatti, deriva dall'aggettivo latino "luteus", che significa di "color giallo biondo".

## Chimica
Appartiene alla classe dei flavoni, come tale è il flavone tetraidrossilato nelle posizioni 4', 5', 5 e 7. La struttura dei flavonoidi è fondamentale per la loro attività antiossidante, soprattutto per adiuvare la delocalizzazione e l'acquisizione degli elettroni. 
Un altro fondamentale parametro da considerare per la capacità antiossidante della luteolina è la lipofilia della molecola, misurata tramite il coefficiente di ripartizione olio-acqua. Essa, nelle piante, è legata a molecole zuccherine tramite i gruppi idrossilici, ma in assorbimento intestinale vengono liberati i legami, e questo permette l'assorbimento della molecola all'interno delle membrane cellulari.

## Biosintesi
La biosintesi della luteolina deriva dall'unione del 4-cumaroil-CoA e il 3-malonil-CoA tramite l'enzima calcone sintasi. Il 4-cumaroil-CoA deriva dalla via dell'acido shikimico. Il 3-malonil-CoA deriva dall'Acetil-CoA. A quel punto intervengono le idrossilasi che si occupano della reazione di idrossilazione nelle posizioni indicate per la luteolina. 

## Derivati
La luteolina è presente nelle piante sia come aglicone che come glicoside. Tra i più comuni derivati troviamoː
- Cinnaroside
- Scolimoside
- Orientina
- Isorientina

Troviamo anche poi i glicosidi e gli zuccheri maggiormente legati sonoː xilosio, ramnosio, rutinosio, arabinosio, acido glucuronico.

## Distribuzione nelle piante
Isolata originariamente dalle foglie di timo, tarassaco e salvia, successivamente venne ritrovata in moltissime pianteː Briofite, Pteridofite, Pinofite, Magnolifite. 
Tra le più comuni dicotiledoni ricordiamoː 
- Anacardiaceae
- Apiaceae (Umbelliferae)
- Asteraceae
- Balsaminaceae
- Begoniaceae
- Berberidaceae
- Boraginaceae
- Brassicaceae
- Caesalpiniaceae
- Cucurbitaceae
- Cynomoriaceae
- Euphorbiaceae
- Fabaceae
- Flacourtiaceae
- Gentianaceae
- Geraniaceae
- Globulariaceae
- Lamiaceae (Labiatae)
- Leguminosae
- Malvaceae
- Mimosaceae (Leguminosae)
- Moraceae
- Oleaceae
- Paeoniaceae
- Papaveraceae
- Passifloraceae
- Piperaceae
- Plantaginaceae
- Ranunculaceae
- Rosaceae
- Rubiaceae
- Rutaceae
- Salicaceae
- Solanaceae
- Sterculiaceae
- Thymelaeaceae
- Urticaceae
- Valerianaceae

Nelle monocotiledoni invece la luteolina è stata identificata nelleː 
- Araceae
- Arecaceae
- Asphodelaceae
- Bromeliaceae
- Colchicaceae (Liliaceae)
- Cyperaceae
- Melanthiaceae
- Poaceae (Graminaceae)
- Zosteraceae

La luteolina è stata identificata in molte piante alimentari come carote, peperoni, sedano, olio d'oliva, menta piperita, timo, rosmarino, origano, lattuga, foglie di Perilla, melograno, cioccolato, rooibos tè, germogli di grano saraceno, rapa, capperi e cetrioli. È stata anche identificata nel limone, barbabietola, cavoletti di Bruxelles, cavolo, cavolfiore, erba cipollina, finocchio, prezzemolo, spinaci e tè verde.

## Attività biologiche
È ampiamente studiata perché è risultata dotata di interessanti proprietà biologiche, tra le quali ci sono principalmente l'attività antiossidante, di inibizione del picco glicemico post-prandiale, recenti studi riguardano il campo oncologico e il campo microbiologico.

### Attività antiossidante
È stata studiata la capacità di eliminare le specie reattive dell’ossigeno (ROS) e dell’azoto (RNS) ma anche di chelare i metalli di transizione che possono indurre danni ossidativi, così come inibire gli enzimi pro-ossidanti e indurre gli enzimi antiossidanti.
Uno studio condotto sulle cellule CH27 di carcinoma polmonare squamoso umano mostra che l'effetto farmacologico di questo flavonoide è associato all'attivazione della superossido dismutasi e della catalasi anziché alla produzione di specie reattive dell'ossigeno e alla distruzione del potenziale della membrana mitocondriale.
Un altro meccanismo antiossidante messo in atto dalla luteolina sarebbe legato alla modulazione dei lipopolisaccaridi.
A concentrazioni micromolari può inibire il fattore NF-κB, la cui attivazione porta all’aumento del rilascio di citochine pro-infiammatorie, chemochine ed enzimi (quali iNOS, COX-2, TNF, IL-6, IL-8, IL-1). È stato anche identificato come la luteolina inibisce il rilascio di TNF-α nei macrofagi. Inoltre la molecola è anche in grado di bloccare l’attivazione di NF-κB indotta dal lipopolisaccaride (LPS). La luteolina inoltre inibisce l’attivazione della proteina AP-1, che media l’espressione della citochina IL-6. L’attività inibitoria della luteolina è indirizzata anche verso gli enzimi pro-infiammatori, come le cicloossigenasi, atte a sintetizzare prostaglandine e leucotrieni, noti mediatori dell’infiammazione.

### Attività anti-diabetica
Sembrerebbe avere un effetto protettivo sulla cardiomiopatia diabetica, la nefropatia diabetica e lo stress ossidativo nella condizione diabetica, ciò tramite l’azione di scavenging dei ROS e l’aumento dell’espressione della SOD, attività quindi legata alla sua capacità antiossidante. 

#### Inibizione α-glucosidasiː reversibile e non competitiva
Uno studio interessante del 2022 mette in relazione la luteolina con l'acarbosio (uno dei composti utilizzati nella terapia antidiabetica al giorno d'oggi) per quanto riguarda l'attività inibitoria sull'α-glucosidasi. La luteolina presenta una marcata inibizione dell'enzima responsabile del picco glicemico, in modo dipendente dalla concentrazione con valore di IC50 32,3 µM, quindi 25 volte inferiori a quelle dell'acarbosio. Anche altri studi evidenziano la potenza inibitoria della luteolina, che, in relazione all'acarbosio, risulta 13 e 17 volte maggiore. Lo studio in questione descrive il legame con l'enzima come reversibile e suggerisce un'affinità nel legare l'enzima libero o il complesso enzima-substrato (inibizione non competitiva).
Il processo di inattivazione segue una cinetica di primo ordine, essa si legherebbe in modo rapido e spontaneo (con ΔG° negativo), disattivando la funzione catalitica dell'enzima. Inoltre, la cinetica dell'interazione mostra che il processo raggiunge uno stato di equilibrio in brevissimo tempo, suggerendo siti di legame specifici per inibitori dell'α-glucosidasi.
Le prove di BSA (saggio fluorimetrico) indicano che la modalità di interazione predominante della luteolina con l'enzima è di static quenching mechanism (meccanismo di spegnimento della fluoriscenza statico), sicuramente in misura maggiore rispetto all'acarbosio. Inoltre viene evidenziato come l'affinità di legame diminuisce a temperature più elevate. Invece ΔS° e ΔH° negativi suggeriscono che Forze di Van der Waals e il legame H hanno guidato l'interazione con l'enzima.

### Attività antitumorale
Recenti studi dimostrano alcuni possibili effetti della luteolina su vari tipi di tumori sperimentali.
Può infatti condizionare l'attività dei seguenti enzimi cellulari:
- Citocromo 1 umanoː inibisce questo enzima, sopprimendo l'attività mutagena dei pro-mutageni[12];
- Chinasi ciclina dipendenti (CDK) mediante l'up-regolazione degli inibitori delle chinasi, proteine che agiscono nei punti di controllo del ciclo cellulare, alterato nelle cellule tumorali[12];
- Topoisomerasi, enzima che ripara il DNA delle cellule tumorali[12];
- Inibire la fosforilazione della tirosina chinasi mediata da EGF (Epidermal growth factor) nel carcinoma epidermoide della pelle[13];
- Inibire la proliferazione indotta da PDGF (Platelet-Derived Growth Factor)[14];
- Inibizione del recettore del fattore di crescita simile all’insulina (IGFr) nelle cellule del cancro alla prostata[15];
- Inibizione della proliferazione mediata dai recettori degli estrogeni ER, avrebbe quindi attività anti-estrogenica[12];

- 15-lipossigenasi, coinvolta nelle reazioni infiammatorie (genesi di leucotrieni);
- 5'-nucleotidasi, che scinde l'AMP in fosfato ed adenosina, mediatore di multipli effetti biochimici;
- la fosfatidilinositolo-3-chinasi (PI-3K), che regola il metabolismo glucidico governato dell'insulina, nonché certe funzioni cellulari legate all'oncogenesi;
- la caseina chinasi 1-gamma, altra chinasi con effetti pleiotropici sulla trasduzione del segnale;
- la chinasi Janus 2 (JAK2), che interviene nei fenomeni immunitari mediati da molte citochine;

La luteolina sarebbe anche in grado di indurre l’apoptosi in cellule tumorali, attivando delle vie di segnale specifiche e sopprimendo invece le vie che determinano la sopravvivenza di queste cellule, la loro metastasi e l'adesione negli altri tessuti. Tra i meccanismi che permetterebbero alla luteolina di inibire la crescita tumorale si descrive la capacità anti-angiogenica, mediata dalla inibizione di MMP e COX-2.

### Attività antimicrobica
Alcuni studi presentano la luteolina anche come antimicrobico. In particolare è stata studiata la sua attività contro il virus Epstein-Barr e contro il virus dell’epatite B, in quanto riduce la replicazione del DNA virale.
Un altro studio suggerisce la sua attività antifunginea in topi con infezione acuta di Chlamydia pneumoniae, si è visto come riduce l’infiammazione e lo sviluppo di anticorpi specifici.
Si è visto come ha sortito effetti anche sulle infezioni di alcuni parassiti quali Leishmania donovani e Plasmodium falciparum.